# Heupferde
Die Heupferde (Tettigonia) stellen eine Gattung innerhalb der Familie der Singschrecken und der Überfamilie der Laubheuschrecken dar.

## Merkmale
Alle Arten aus der Gattung der Heupferde sind recht große, massige Heuschrecken, welche etwa 28 bis 42 Millimeter lang werden. Die meisten Arten sind grasgrün, einige jedoch auch braun gefärbt, was auch als Tarnung im Gras dient, so auch die Flügel, welche Blätter darstellen. Die Flügel können unterschiedlich lang sein, sie können, z. B. wie beim Grünen Heupferd den Legebohrer überragen und die Tiere sind flugfähig oder, wie bei der Zwitscherschrecke, nur zur Körperspitze reichen und somit können die Tiere kaum fliegen. Flügellose oder extrem brachyptere Arten kommen in der Gattung nicht vor.
Die Männchen von Tettigonia sind von ähnlichen Gattungen an der Gestalt der Cerci unterscheidbar, diese sind lang und gerade mit einem deutlichen Zahn vor der Mitte oder im basalen Abschnitt. Der Legebohrer (Ovipositor) der Weibchen ist lang und gerade, er ist mindestens zweieinhalb mal so lang wie der Halsschild.

## Vorkommen
Die Heupferde sind über die gesamte Paläarktis verbreitet. Sie bewohnen meistens Grasflächen. Einige Arten, wie das Grüne Heupferd, sind recht anspruchslos und bewohnen so gut wie alle Landschaften.

## Lebensweise
Alle Arten der Heupferde leben überwiegend räuberisch von kleinen Insekten. Selten werden auch Pflanzen gefressen, dabei vor allem weiche, krautige Pflanzen.
Der laute Gesang der Männchen ist ab mittags bis in die Nacht ab Juli zu hören. Die Männchen sind sehr territorial und vertreiben Männchen derselben Art aus ihrem Revier. Nach der Paarung legt das Weibchen 200 bis 600 Eier ab. Die Entwicklung kann sechs, jedoch auch sieben Stadien betragen. Die ausgewachsenen Tiere sind ab Juli zu sehen.

## Namensgebung
Der Name Tettigonia Linnaeus, 1758 (eine Gattung der Heuschrecken) ist homonym mit Tettigonia Fabricius, 1775 (eine Gattung der Zikaden). Der Name für die Zikadengattung ist ein ungültiges jüngeres Homonym, wird aber bis heute vielfach weiter verwendet.

## Arten

### Europäische Arten
- Grünes Heupferd (Tettigonia viridissima), Europa, Nordafrika, West- und Zentralasien, östlich bis Tian Shan
- Zwitscherschrecke (Tettigonia cantans), Europa, Sibirien, östlich bis Kasachstan.
- Östliches Heupferd (Tettigonia caudata), östliches Europa, West- und Zentralasien, östlich bis Tian Shan
- Tettigonia hispanica, Spanien (Endemit der Berge Zentralspaniens)
- Tettigonia longispina, Sardinien
- Tettigonia silana, Italien

### Außereuropäische Arten
- Tettigonia acutipennis (Kleinasien)
- Tettigonia chinensis (Südchina)
- Tettigonia dolichoptera (Südostasien, Korea)
- Tettigonia ibuki (Japan)
- Tettigonia krugeri (Libyen)
- Tettigonia longealata (Marokko)
- Tettigonia lozanoi (Algerien, Marokko)
- Tettigonia macrocephalus (Kirgisien)
- Tettigonia macroxipha (Marokko)
- Tettigonia orientalis (Japan) (syn: Tettigonia yama)
- Tettigonia savignyi (Algerien, Ägypten)
- Tettigonia tsushimensis (Japan)
- Tettigonia turcica (Kleinasien)
- Tettigonia ussuriana (Osten Russlands bis Nordchina, Korea)
- Tettigonia vaucheriana (Algerien, Marokko)